# سو يونغ
سو يونغ (بالإنجليزية: Su Yung)‏ هي مصارعة محترفة أمريكية، ولدت في 30 يونيو 1989 في سياتل في الولايات المتحدة.

## وصلات خارجية
- سو يونغ على موقع WrestlingData.com (الإنجليزية)
- سو يونغ على موقع CageMatch worker (الإنجليزية)
- سو يونغ على موقع قاعدة بيانات المصارعة على الإنترنت (الإنجليزية)
- سو يونغ على موقع عالم المصارعة على الإنترنت (الإنجليزية)
- سو يونغ على موقع عالم المصارعة على الإنترنت (الإنجليزية)